# Gudsmoders Beskyttelse
Gudsmoders Beskyttelse är en rysk-ortodox församling i Danmark, som är primärt baserad i Köpenhamn men med viss verksamhet också på andra orter.

## Historik
Gudsmoders Beskyttelses församling bildades i december 2005 efter att tidigare (sedan januari 2002) utgjort en filial till Helige Nikolai menighet i Oslo. Församlingen är representerad i Danske Kirkers Råd. Församlingens präst och föreståndare heter Poul Sebbelov.
Församlingen var tidigare en del av det skandinaviska kontraktet, lett av prosten Angel Velitchkov i Kristi Förklarings församling i Stockholm, inom det Rysk-ortodoxa ärkestiftet i Västeuropa. Sedan exarkatet upplösts har församlingen anslutit sig till den Bulgarisk-ortodoxa kyrkan via dess stift i USA, Kanada och Australien.